# مختارآباد (مقاطعة دلفان)
مختارآباد (بالفارسية: مختارآباد) هي قرية تقع في Nurabad Rural District في إيران. يقدر عدد سكانها بـ 420 نسمة بحسب إحصاء 2016.